# The Nekci Menij Show
The Nekci Menij Show é uma web série animada britânica de 2012 criada por David Monger. O show concentra nas relações conflituosas de popstars femininas, com apelo fanático de fã e paródia. Foi idealizado por Monger após o mesmo fazer um desenho de Nicki Minaj no estilo The Uncle Dolan Show, uma outra web série animada. O criador anima o show com a técnica stop motion com imagens que ele cria nos programas Microsoft Paint e Photoshop. O diálogo das personagens são escritas no "dialeto de Nekci", que consiste principalmente de palavras com erros ortográficos, e são reproduzidas através de vozes simuladas por softwares.
The Nekci Menij Show caracteriza paródias de uma série de cantoras, como Minaj, Rihanna, Britney Spears, Lady Gaga, entre muitas outras. Após a sua estreia, a série desenvolveu um cult online de divulgação através do Twitter e Tumblr. Três meses depois, o show tinha atraído mais de 1.000.000 de visualizações no YouTube. The Nekci Menij Show foi recebido positivamente pela crítica como QueenOfFlop e Lady_Gagarbage.

## Produção
| |  |  |
| Nicki Minaj (esquerda) foi desenhada por David Monger com o MS Paint de uma forma que é intencionalmente bruta, espelhando o meme do personagem da Disney, Pato Donald (direita). |  |  |

### Concepção
O show foi concebido por uma piada interna entre o estudante britânico de 19 anos de idade David Monger e sua amiga Amy Taylor, que são ambos fãs de Nicki Minaj. Em um cartão de aniversário para Taylor, Monger desenhou uma imagem de Minaj no Microsoft Paint com a legenda "my naem is oneka u can cal me nekci [sic]." Tanto a fotografia como a legenda foram feitas no estilo de The Uncle Dolan Show, uma série animada do YouTube com personagens da Disney desenhados toscamente e que se comunicavam através de balões de fala com palavras com erros ortográficos. Monger então decidiu transformar o desenho em um vídeo com personagens adicionais, explicando: "Um dia eu acordei e logo tive essa ideia de outros personagens como Gags (Lady Gaga) e Rhenna (Rihanna)." Ele originalmente criou a série como um show de dois episódios para ele e Taylor assistirem.

### Escrita
Os diálogos das personagens são escritos em um "dialeto da Nekci", que consiste principalmente de palavras com erros ortográficos. Monger escreve o show baseado em sua percepção da cultura popular e diz que ele nunca particularmente pensa que outras pessoas irão compartilhar seus pontos de vista. Ele também acrescenta: "É também o meu olhar 'fã fanático' e como as pessoas se comportam e conversam online neste contexto. Ele é muito específico em profundidade e há quase uma linguagem totalmente diferente de tudo. A cultura 'fã fanático' é um fenômeno impressionante. Ainda sou muito novo nisso, e eu estou constantemente aprendendo e observando." Monger também diz que seu estilo de humor é uma mistura de humor britânico e americano.

### Animação
Monger desenha o show com o Paint e Photoshop e usa o Sony Vegas Pro para animá-lo. Ele afirmou que a parte mais difícil é a "fase Photoshop", pois a série é efetivamente feito em stop motion com cerca de 300 ou 500 quadros por episódio. Monger então adiciona as vozes, que são similares ao do software Siri, com o Audacity e outros programas grátis de simulação de voz. Ele diz que o processo de gravação "é mais artístico do que algumas pessoas imaginam; falar em mensagens, enquanto é engraçado. Daqui a pouco você tem que dizer em voz alta, porque às vezes você é surpreendido com a escrita das coisas traduzidas com as vozes deles." Monger nunca teve qualquer formação em produção multimídia antes de The Nekci Menij Show e gasta entre 15 a 20 horas para criar um único episódio de 5 minutos.

## Personagens
Algumas das personagens apresentadas na série aparecem abaixo:
- Nekci Menij (Nicki Minaj) é a personagem-título da série. Sua aparência é diretamente inspirado por um pato como as personagens de The Uncle Dolan Show.[1] A participação de Nekci também tem diminuído desde os primeiros episódios da série.[2]
- Rhenna (Rihanna). Seu uso excessivo de hashtags no Instagram e outras em mídias sociais é frequentemente parodiado na série.
- Brinty (Britney Spears) foi uma "[personagem] difícil de trabalhar", de acordo com Monger, e ele efetivamente fez o teste dela no nono episódio da primeira temporada.[2]
- Gags (Lady Gaga). Sua aparência lembra o desenho do Homem Aranha em The Uncle Dolan Show. Sua esmagadora presença na mídia social é frequentemente parodiada na série.[1]
- Kety Perr (Katy Perry)[1]
- Bayonse (Beyoncé). Sua aparência é inspirada por um pato como em The Uncle Dolan Show.[1]
- Medoner (Madonna). Sua aparência é inspirada por um pato como em The Uncle Dolan Show.[1]
- Xtine (Christina Aguilera). Sua casa é feita de cópias não vendidas de Bionic.[4]
- Ke@$h£r (Kesha)[1]
- Adole (Adele). As piadas sobre ela no show muitas vezes giram em torno de seu peso.[2]
- Nicel Shitsinger (Nicole Scherzinger). Um amigo de Monger inventou o sobrenome.[2]
- Krely Roolind (Kelly Rowland). Monger traduziu o nome original para o "Nekci dialeto" após um fã querendo criar uma conta de paródia do Twitter para a cantora. Roolind finalmente começou a fazer aparições no programa.[2]

Monger faz também paródias de cantores como Lana Del Rey e Marina and the Diamonds, devido à demanda popular. No entanto, ele se recusou a incluir outros, como Carly Rae Jepsen e Pixie Lott.

## Enredo e sinopse
| |  |  |
| Lady Gaga usando um vestido de carne na Born This Way Ball (à esquerda) e uma boneca Barbie de Gags vestindo uma representação do vestido (à direita). |  |  |

O enredo da série gira em torno das relações entre popstars femininas. Todos os personagens do espetáculo são extremamente autorreferenciais e gistam ofendendo umas às outros enquanto conversam. Tematicamente, a série serve como uma paródia satírica da percepção do público e escrutínio das popstars femininas, e parodia a cultura "fã fanático". Monger explicou que depois de ver os comentários detestáveis postados sobre as cantoras em mídias sociais, ele queria encontrar uma maneira de retratar todas elas igualmente. Ele afirma, "Muitas pessoas parecem esquecer que não gostariam de serem julgados da maneira que julgam as pessoas famosas, e não sonhariam em dizer as mesmas coisas sobre as pessoas que realmente conhecem. Elas são seres humanos, no final de contas". O show também muitas vezes parodia a maneira que as popstars se comportam em mídias sociais na vida real.
A primeira temporada estreou em 25 de junho de 2012 e possui 10 episódios. Além disso, existem alguns vídeos bônus, incluindo um vídeo musical para Nekci, "I Am Yuo Ledear" (uma paródia de "I Am Your Leader", de Minaj). A segunda temporada estreou em 12 de outubro de 2012 e é composta de 10 episódios. O enredo da temporada teve como destaque programas de talento como The X Factor, The Voice e American Idol. As personagens de Nekci, Brinty, Rhenna, Medoner, Bayonse, Kety e Xtine apareceram durante toda a temporada. Houve também episódios de Natal e Halloween. Até ao momento, o último episódio foi postado em julho de 2018.

## Recepção
| |  |  |
| Uma imagem de Madonna vestindo um espartilho preto na MDNA Tour (esquerda) e a personagem Medoner vestindo uma roupa similar (direito). Fãs têm impresso camisetas da última imagem. |  |  |

The Nekci Menij Show desenvolveu uma cult online. Pouco depois de fazer o upload do segundo episódio da série, Monger criou uma conta de paródia no Twitter para a personagem de Nekci. Ele, então, começou a interagir com alguns fãs da série que criaram contas no Twitter para as outras personagens. Embora tenha, inicialmente, criado o show como uma série de dois episódios, ele decidiu estendê-lo para 10 episódios, devido à demanda. No entanto, o show não alcançou sua popularidade até o terceiro episódio, que se espalhou através do Twitter e Tumblr, e foi rapidamente adotado pelos fãs das popstars. De acordo com Jeremy Cabalona,do Mashable, o fato de que todas as contas, com a exceção de Nekci, são executadas por fãs, demonstra a ligação que eles têm sentido com o show. Monger diz: "Ninguém que eu conheço pessoalmente fez essas contas, que são muitas. Algumas pessoas trabalham muito nelas." Em setembro de 2012, o show tinha atraído mais de 600 mil visualizações no YouTube.

"[Monger fez uma] obra de arte [...] que é uma grande celebração do poder da música pop—aquelas cantigas insidiosamente inocentes escritas com um senso ocidental que todos tem em mente—como uma refutação capitalista, uma máquina tradicionalmente patriarcal por trás delas. [...] Incisivo, no entanto bruto, sofisticado, mas superficial, nitidamente gay e britânico, mas ainda universal, [Monger] trabalha representando uma necessária ruptura dos pontos mais passivos da cultura Tumblrwave."

—Anthony Smith do International Digital Times.
O show também foi recebido positivamente pela crítica. Jeremy Cabalona do Mashable chamou de "uma paródia brusca sobre a música pop" e "um amargo olhar, embora adorando as artistas femininas". Um avaliador para o Popssessed disse que "paródias caseiros sobre popstars [...] tendem a ser extremamente baseadas no método 'tentativa e erro', mas esta nos surpreendeu por ser realmente engraçada, e tendo 'sucesso' descrevendo tudo sobre ela." Anthony Smith, da International Digital Times, chamou de "uma série bizarra e brilhante da web" e disse que, por meio do show, Monger "criou algo ilegal ao falar sobre ídolos pop que são tradição de gays que o antecederam. Mas ao invés de emacular isso como uma performance queen, pela primeira vez, estamos confrontados com o jeito digital das drag, não apenas digitalmente, mas em um todo."
Alex Bedder do NYU Local extensivamente comparou-a com uma outra série YouTube, "Got 2B Real", que também incide sobre as relações de artistas femininas. Bedder notou que, enquanto "Got 2B Real" é geralmente construído em lógica, The Nekci Menij Show "é como se nós deixássemos as artistas mais famosas assistindo os reis Ren & Stimpy . É louca, mas isso é intencional. À primeira, você pode não gostar da estupidez da série, mas ela se afunda, e você encontra pequenos momentos de brilho puro nela." Bedder também comentou que, ao contrário das outras séries, o curto período de tempo e as tramas simples são mais fáceis de digerir.
Devido ao uso de músicas com direitos autorais, Monger não pode lançar um DVD da série ou legalmente ganhar todo o dinheiro do projeto. Ele chegou a considerar a remoção dos materiais com direitos autorais para liberá-lo, mas decidiu que iria comprometer a qualidade do show.